# NGC 4572
NGC 4572 é uma galáxia espiral (S?) localizada na direcção da constelação de Draco. Possui uma declinação de +74° 14' 46" e uma ascensão recta de 12 horas, 35 minutos e 45,5 segundos.
A galáxia NGC 4572 foi descoberta em 10 de Dezembro de 1797 por William Herschel.